# Claudia Vilshöfer
Claudia Vilshöfer (* 16. Oktober 1968 in Salvador, Brasilien) ist eine deutsche Autorin von Psychothrillern.
Vilshöfer absolvierte eine Ausbildung zur Fremdsprachenkorrespondentin und Wirtschaftsübersetzerin und arbeitete in der Touristik, als Werbetexterin und Sprachdozentin. Nach eigener Aussage wurde sie durch ihre Tätigkeit in der Touristik und durch Auslandsreisen zum Schreiben angeregt.
Vilshöfer lebt mit ihrer Familie in der Nähe von Köln.

## Werke
- Schrei in der Dunkelheit, 2010
- Nichts bleibt je vergessen, 2012 (unter dem Titel Nulla resta nell'ombra auch ins Italienische übersetzt)
- Kalter Hauch, 2014